# Grolla d'oro alla miglior attrice esordiente

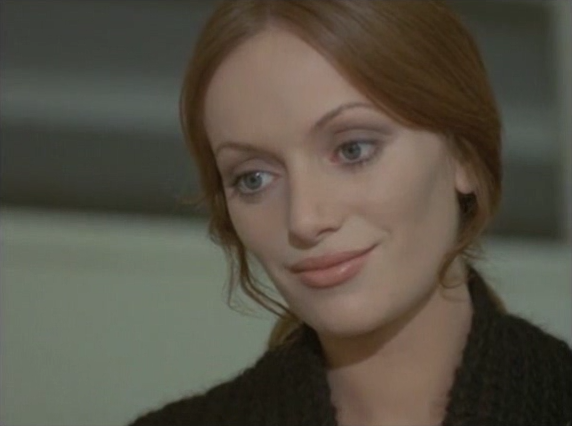
Dela Boccardo è stata la prima attrice vincitrice del premio.

La Grolla d'oro alla miglior attrice esordiente è stato un premio cinematografico assegnato annualmente nell'ambito delle Grolla d'oro, a partire dall'edizione del 1968 fino a quella del 1993, venendo poi sostituita nelle ultime edizioni dalla Grolla d'oro al miglior interprete rivelazione senza distinzione di sesso.

## Albo d'oro

### Anni 1960-1969
- 1968 - Delia Boccardo - L'occhio selvaggio
- 1969 - Florinda Bolkan - Metti, una sera a cena

### Anni 1970-1979
- 1970 - Ornella Muti - La moglie più bella
- 1971 - Francesca Romana Coluzzi, Angela Goodwin, e Milena Vukotic - Venga a prendere il caffè... da noi
- 1972 - Mariangela Melato - Mimì metallurgico ferito nell'onore
- 1973 - Lina Polito - Film d'amore e d'anarchia - Ovvero "Stamattina alle 10 in via dei Fiori nella nota casa di tolleranza..."
- 1974 - Daria Nicolodi - La proprietà non è più un furto
- 1975 - Monica Guerritore - La prima volta, sull'erba
- 1976 - Francesca Marciano - Pasqualino Settebellezze
- 1977 - Cinzia De Carolis - Vergine, e di nome Maria
- 1978 - Pamela Villoresi - Il gabbiano
- 1979 - Ida Di Benedetto - Nel regno di Napoli

### Anni 1980-1989
- 1980 - Ombretta Colli - Buone notizie e La terrazza ex aequo Ornella Vanoni - I viaggiatori della sera
- 1981 - Fiorenza Marchegiani - Ricomincio da tre
- 1982 - Laura Morante - La tragedia di un uomo ridicolo
- 1983 - non assegnato
- 1984 - non assegnato
- 1985 - non assegnato
- 1986 - non assegnato
- 1987 - non assegnato
- 1988 - non assegnato
- 1989 - non assegnato

### Anni 1990-1999
- 1990 - Chiara Caselli - Tracce di vita amorosa
- 1991 - Ursula von Baechler - Scene di Bohème
- 1992 - Vittoria Belvedere - Oro (Zoloto)
- 1993 - Galatea Ranzi - Fiorile